# Háromszlécs
Háromszlécs (szlovákul Liptovské Sliače, korábban Tri-Sljáče) község Szlovákiában, a Zsolnai kerület Rózsahegyi járásában.

## Fekvése
Rózsahegytől 6 km-re délkeletre, a Liptói-medence déli részén fekszik. Alsó- Közép- és Felsőszlécsből áll.

## A település nevének változásai
- 1251 – utraque Stelach (a latin utraque szó jelentése: mindkét)
- 1252 – due ville Scelech
- 1263 – Szelecz
- 1535 – Tres possessiones Zlech
- 1572 – Zlecz Superior, Zlecz Mediocris, Zlecz Inferior
- 1773 – Sliače
- 1786 – Oppidum Trium Slécsch
- 1808 – Tri Sljáče
- 1920 – Nižný, Prostredný és Vyšný Sliač, Tri Sliače
- 1927 – Sliače; magyarul: Háromszlécs
- 2001 – Liptovské Sliače

## Története
Felsőszlécs felett neolit kori magaslati település nyomai és hallstatt kori urnasírok kerültek elő. A lausitzi kultúra népe erődítményt épített ide, mely egy nagyobb védelmi rendszer részét képezte. Az egykori erőd maradványait 1795-ben Révay János szepesi püspök és az 1825. évi egyházi vizitáció is megemlíti. A 9. század első felében szlávok telepedtek meg ezen a vidéken.
A település a 13. században tűnik fel az írott forrásokban. Alsó- és Középszlécset már 1251-ben említik a zniói premontrei kolostor birtokaként. Felsőszlécs pedig a 16. század első negyedében keletkezett, ekkor már a három rész egy falut alkotott és gyakorlatilag városként működött. Csak a 18. században kapott mezővárosi jogokat, vásártartással, hetipiaccal. Híres juhászai voltak, a fafaragás és sajtkészítés mesterei.
A 18. század végén Vályi András így ír róla: „Három Szlécs, Try Szliace, Trium Szlécs, A. F. és K. Szlécs. Három tót helységből épűltt Mezőváros Liptó Várm. földes Urok a’ Tudományi Kintstár, az előtt a’ Turóczi Jésuitáknak bírtokok vala, fekszenek Német Liptséhez nem meszsze, Vág vizének szomszédságában; Ispotállya is van az egygyiknek; földgyeik jók, vagyonnyaik külömbfélék, piatzok N. Liptsén, és Rozenbergán.”
Fényes Elek 1851-ben kiadott geográfiai szótárában így ír a településről: „Szlécs, (Alsó- Felső- és Közép), tót m. v. Liptó vmegyében, 582 kath., 3 evang. lak. Kath. paroch. templom; országos vásárok. F. u. a religioi kincstár. – A savanyu viz F.-Szlécs falu határában van. Ut. p. Rosenberg.”
A trianoni diktátumig Liptó vármegye Rózsahegyi járásához tartozott.

## Népessége
| Év:            | 1994. | 2004.   | 2014.   | 2024.   |
| -------------- | ----- | ------- | ------- | ------- |
| Emberek száma: | 3808  | 3811    | 3773    | 3804    |
| Eltérés:       |       | +0,07 % | -0,99 % | +0,82 % |

| Év:            | 2023. | 2024.   |
| -------------- | ----- | ------- |
| Emberek száma: | 3798  | 3804    |
| Eltérés:       |       | +0,15 % |

1910-ben 1943, túlnyomórészt szlovák lakosa volt.
2001-ben 3830 lakosából 3792 szlovák volt.
2011-ben 3796 lakosából 3669 szlovák.

## Nevezetességei
- Szent Simon és Júdásnak szentelt római katolikus temploma 1334 körül épült, tornya 17. századi. Falfestményei a 14–15. századból származnak, melyek közül a Segítő Szűzanya képe a szlovák ezer koronás bankjegyet díszítette.
- Új templomának alapkövét 1994-ben II. János Pál pápa áldotta meg.
- Határában mofettás melegforrás van enyhén szénsavas savanyúvízzel.
- A településnek gazdag népi hagyományai vannak, melyeket népi együttese ápol.

## Jeles háromszlécsiek
- Itt született 1863-ban Jozef Hanula festőművész.

## Külső hivatkozások
- Hivatalos oldal
- Községinfó
- Háromszlécs Szlovákia térképén
- E-obce.sk